# Liste der IIHF-Mitglieder
Der internationale Eishockeyverband Internationale Eishockey-Föderation (englisch International Ice Hockey Federation, IIHF) hat derzeit 84 Mitglieder. Die folgende Liste der IIHF-Mitglieder enthält alle 61 Vollmitglieder und 23 assoziierten Mitglieder.
| Gründungsmitglieder                                | Teilnehmer der Gründungsversammlung, Böhmen trat noch im Gründungsjahr dem damals LIHG genannten Verband bei und wird zum Teil als fünftes Gründungsmitglied genannt |
| Assoziierte Mitglieder (IIHF Associate Members)    | Verbände, welche über keinen eigenständigen nationalen Eishockeyverband verfügen oder nicht regelmäßig an den IIHF-Weltmeisterschaften teilnehmen                    |
| Angeschlossene Mitglieder (IIHF Affiliate Members) | nahmen nur an den Inline-Hockey-Wettbewerben der IIHF teil |

| Land                         | Verband                                                 | Aufnahme | Internetpräsenz |
| ---------------------------- | ------------------------------------------------------- | -------- | --------------- |
| Andorra                      | Federació Andorrana d’Esports de Gel                    | 1995     |                 |
| Algerien                     | Association Algérienne de Hockey sur Glace et Inline    | 2019     |                 |
| Argentinien                  | Asociación Argentina de Hockey sobre Hielo y En Línea   | 1998     |                 |
| Armenien                     | Armenischer Eishockeyverband                            | D1999 D  |                 |
| Aserbaidschan                | Eishockeyverband der Republik Aserbaidschan             | 1992     |                 |
| Australien                   | Ice Hockey Australia                                    | 1950     |                 |
| Belarus                      | Belarussischer Eishockeyverband                         | 1992     |                 |
| Belgien                      | Königlich-Belgischer Eishockeyverband                   | 1908     |                 |
| Bosnien und Herzegowina      | Savez hokeja na ledu Bosne i Hercegovine                | 2001     |                 |
| Brasilien                    | Confederação Brasileira de Desportos no Gelo            | 1984     |                 |
| Bulgarien                    | Bulgarischer Eishockeyverband                           | 1963     |                 |
| Chile                        | Asociación Nacional de Hockey en Hielo y en Línea       | 2000     |                 |
| Volksrepublik China          | Chinesischer Eishockeyverband                           | 1963     |                 |
| Chinesisch Taipeh            | Chinese Taipei Ice Hockey Federation                    | 1983     |                 |
| Dänemark                     | Danmarks Ishockey Union                                 | 1946     |                 |
| Deutschland                  | Deutscher Eishockey-Bund                                | 11909 1  |                 |
| Estland                      | Eesti Jäähoki Liit                                      | 21935 2  |                 |
| Frankreich                   | Fédération française de hockey sur glace                | 1908     |                 |
| Finnland                     | Suomen Jääkiekkoliitto                                  | 1928     |                 |
| Georgien                     | Georgischer Eishockeyverband                            | 2009     |                 |
| Griechenland                 | Hellenic Ice Sports Federation                          | 1987     |                 |
| Großbritannien               | Ice Hockey UK                                           | 31908 3  |                 |
| Hongkong                     | Hong Kong Ice Hockey Association                        | 1983     |                 |
| Indien                       | Ice Hockey Association of India                         | 1987     |                 |
| Indonesien                   | Federasi Hoki Es Indonesia                              | 2016     |                 |
| Iran                         | Islamic Republic of Iran Skating Federation             | 2019     |                 |
| Irland                       | Irish Ice Hockey Association                            | 1996     |                 |
| Island                       | Íshokkísamband Íslands                                  | 1992     |                 |
| Israel                       | Ice Hockey Federation of Israel                         | 1990     |                 |
| Italien                      | Italienischer Eissportverband                           | 1924     |                 |
| Jamaika                      | Jamaican Olympic Ice Hockey Federation                  | 2012     |                 |
| Japan                        | Japanischer Eishockeyverband                            | 41930 4  |                 |
| Kanada                       | Hockey Canada                                           | 1920     |                 |
| Kasachstan                   | Kasachischer Eishockeyverband                           | 1992     |                 |
| Katar                        | Qatar Ice Hockey Federation                             | 2012     |                 |
| Kirgisistan                  | Eishockeyverband der Kirgisischen Republik              | 2011     |                 |
| Kolumbien                    | Federación Colombiana de Hockey Sobre Hielo             | 2019     |                 |
| Korea                        | Korea Ice Hockey Association                            | 1963     |                 |
| DVR Korea                    | Eishockeyverband der Demokratischen Volksrepublik Korea | 1964     |                 |
| Kroatien                     | Kroatischer Eishockeyverband                            | 1992     |                 |
| Kuwait                       | Kuwaitischer Eishockeyverband                           | E2009 E  |                 |
| Lettland                     | Latvijas Hokeja Federācija                              | 21931 2  |                 |
| Libanon                      | Fédération Libanaise de Hockey sur Glace                | 2019     |                 |
| Liechtenstein                | Liechtensteiner Eishockey und Inline Verband            | 2001     |                 |
| Litauen                      | Lietuvos Ledo Ritulio Federacija                        | 21938 2  |                 |
| Luxemburg                    | Fédération Luxembourgeoise de Hockey sur Glace          | 1912     |                 |
| Macau                        | Macauischer Eissportverband                             | 2005     |                 |
| Malaysia                     | Malaysischer Eishockeyverband                           | 2006     |                 |
| Marokko                      | Marokkanischer Eishockeyverband                         | 2010     |                 |
| Mexiko                       | Federación Deportiva de México de Hockey sobre Hielo    | 1985     |                 |
| Moldau                       | Moldauischer Eishockeyverband                           | 2008     |                 |
| Mongolei                     | Mongolischer Eishockeyverband                           | 1999     |                 |
| Neuseeland                   | New Zealand Ice Hockey Federation                       | 1977     |                 |
| Nepal                        | Nepal Ice Hockey Association                            | 2016     |                 |
| Niederlande                  | Nederlandse IJshockey Bond                              | 1935     |                 |
| Nordmazedonien               | Mazedonischer Eishockeyverband                          | 2001     |                 |
| Norwegen                     | Norges Ishockeyforbund                                  | 1935     |                 |
| Oman                         | Omanisches Eissport-Komitee                             | 2014     |                 |
| Österreich                   | Österreichischer Eishockeyverband                       | 51912 5  |                 |
| Philippinen                  | Federation of Ice Hockey League, Inc. - FIHL            | 2016     |                 |
| Polen                        | Polski Związek Hokeja na Lodzie                         | 1926     |                 |
| Portugal                     | Federação de Desportos de Inverno de Portugal           | 1999     |                 |
| Puerto Rico                  | Puerto Rico Ice Hockey Association                      | 2022     |                 |
| Rumänien                     | Federația Română de Hochei pe Gheață                    | 1924     |                 |
| Russland                     | Russischer Eishockeyverband                             | 61952 6  |                 |
| Schweden                     | Schwedischer Eishockeyverband                           | 71912 7  |                 |
| Schweiz                      | Swiss Ice Hockey Federation                             | 81908 8  |                 |
| Serbien                      | Serbischer Eishockeyverband                             | 91939 9  |                 |
| Singapur                     | Singapore Ice Hockey Association                        | 1996     |                 |
| Slowakei                     | Slowakischer Eishockeyverband                           | 1993     |                 |
| Slowenien                    | Hokejska zveza Slovenije                                | 1992     |                 |
| Spanien                      | Federación Española de Deportes de Hielo                | 1923     |                 |
| Südafrika                    | South African Ice Hockey Association                    | A1937 A  |                 |
| Thailand                     | Thailändischer Eishockeyverband                         | 1987     |                 |
| Tschechien                   | Český svaz ledního hokeje                               | B1908 B  |                 |
| Tunesien                     | Association Tunisienne de Hockey sur Glace              | 2021     |                 |
| Turkmenistan                 | Türkmenistanyň şaýbaly hokkeý federasiýasy              | 2015     |                 |
| Türkei                       | Türkiye Buz Hokeyi Federasyonu                          | 1991     |                 |
| Ukraine                      | Eishockeyverband der Ukraine                            | 1992     |                 |
| Ungarn                       | Magyar Jégkorong Szövetség                              | 1927     |                 |
| Vereinigte Staaten           | USA Hockey                                              | C1920 C  |                 |
| Usbekistan                   | Oʻzbekiston xokkey Federatsiyasi                        | 2019     |                 |
| Vereinigte Arabische Emirate | Eishockeyverband der Vereinigten Arabischen Emirate     | 2001     |                 |

## Frühere Mitglieder
1911 wurde der aus kanadischen Studenten bestehende Club Oxford Canadians aus Oxford, Großbritannien in die damalige LIHG aufgenommen. Er trat zum Teil als Vertretung Kanadas auf und nahm an der LIHG-Meisterschaft und zeitweise als Gast an den Europameisterschaften teil. Er löste sich im Ersten Weltkrieg auf.
Russland wurde 1911 aufgenommen, nahm jedoch nicht an LIHG-Wettbewerben teil. Die Mitgliedschaft erlosch in den 1920ern nach Gründung der Sowjetunion. 1952 wurde die Sowjetunion aufgenommen, 1992 gingen deren Mitgliedsrechte auf den russischen Verband über. Die Mitgliedschaft  Böhmens ging 1920 auf die  Tschechoslowakei über. Diese wiederum wurde 1992 von Tschechien übernommen.
1933 trat der Verband  Neufundlands, die Newfoundland Hockey Association der IIHF bei. Er wurde 1936 wegen Inaktivität aus der IIHF ausgeschlossen.
1956 trat die Sektion Eis- und Rollhockey des Deutschen Sportausschusses der  Deutsche Demokratische Republik der IIHF bei. 1958 ging die Mitgliedschaft auf den Deutschen Eislauf-Verband der DDR über. Im Januar 1990 wurde der Deutsche Eishockey-Verband der DDR gegründet, der sich am 11. September dem Deutschen Eishockey-Bund anschloss.
Die Mitgliedschaft  Jugoslawiens wurde 2003 von Serbien und Montenegro, 2006 von Serbien übernommen.
 Namibia war von 1998 bis 2017 angeschlossenes Mitglied.